# Paul Le Rolland
Paul Le Rolland, né le 20 mars 1887 à Lannion et mort le 6 juillet 1957 à Villecresnes, en Seine-et-Oise, est surtout connu pour avoir été nommé directeur de l'Enseignement technique au ministère de l'Éducation nationale par le Gouvernement provisoire de la République française (GPRF) présidé par Charles de Gaulle, cela dès la création de cette Direction à l'automne 1944 sous l'autorité de René Capitant ministre de l'Éducation nationale. Il a exercé cette fonction de 1944 à 1947 et a de ce fait participé ès qualités à la Commission de réforme de l'enseignement dont le projet de juin 1947 est appelé Plan Langevin-Wallon.
Directeur de l'Enseignement technique, et par ailleurs membre du PCF, il a reçu mission en 1944 de réorganiser et de développer ce secteur de l'Éducation nationale : il s'applique notamment à transformer les centres de formation professionnelle (CFP) du Régime de Vichy en centres d'apprentissage, qu'il va s'efforcer, par ailleurs, de multiplier pour former en nombre croissant les ouvriers et employés qualifiés dont la France a besoin pour la Reconstruction.

## Biographie universitaire succincte
Professeur agrégé de sciences physiques (1910), il travaille pendant la Grande guerre dans le laboratoire du Pr. Lippmann, lauréat du prix Nobel de physique en 1908, tout en assurant les cours de sciences au lycée Condorcet (comme suppléant) puis comme professeur titulaire au lycée Lakanal. Physicien docteur d'État en 1922, il a soutenu sa thèse sous la direction du Pr. Lippmann. Paul Le Rolland devient alors professeur à l'Université de Rennes. Puis, en 1927, il est recruté comme professeur à l'Institut polytechnique de l'Ouest (IPO) à Nantes par le directeur Aymé Poirson. Il y reçoit en 1931 le « prix Montyon » de l'Académie des sciences pour un pendule permettant d'évaluer la résilience d'un métal. Il est recruté la même année comme professeur à l'Institut polytechnique de l'Ouest dont il sera à son tour le directeur de 1934 à 1944 jusqu'à sa nomination à Paris à la tête de la Direction de l'enseignement technique du ministère de l'Éducation nationale.
Directeur de l'enseignement technique, il développera notamment ses conceptions sur la portée universelle de la culture technique dans deux articles de la revue « Technique, Art » (juin-juillet 1947) dont sont extraites les deux citations suivantes : « Il n'y a qu'une jeunesse, il ne doit y avoir qu'une école et une liaison intime, profonde, doit être réalisée entre tous les ordres d'enseignement » et « Notre enseignement technique va de plus en plus imprégner les autres ordres d'enseignement, fraternellement uni à eux et dans la pleine conscience du rôle qu'il a à jouer sur le plan général de la formation humaine. »

## Postérité
Un lycée de Drancy porte son nom.

## Distinctions
- Prix Montyon (1931)